# طواف كولومبيا 2003
طواف كولومبيا 2003 هو سباق دراجات هوائية أقيم بتاريخ يونيو 16 – يونيو 30، تكون السباق من 15 مرحلة وامتدّ لمسافة 2200 كم بسرعة 39.1113 كم/س، استغرق السباق 56 ساعة 14 دقيقة 59 ثانية.